# Ten Minutes Older: The Trumpet
Ten Minutes Older: The Trumpet è un film a episodi del 2002, diretto da Spike Lee, Wim Wenders, Werner Herzog, Jim Jarmusch, Aki Kaurismäki, Víctor Erice e Kaige Chen. Insieme al film Dieci minuti più vecchio: il violoncellista, è dedicato a Chris Marker, Herz Frank e Juris Podnieks, rispettivamente regista e direttore della fotografia di Par desmit minutem vecaks, cortometraggio del 1978 a cui i film si ispirano.

## Trama
Sette registi raccontano una storia legata al tempo. Con la più completa libertà creativa e nel tempo di dieci minuti, ogni regista porta sullo schermo la sua personale interpretazione del tempo.
- Musica originale composta da: Paul Englishby ed eseguita da: Hugh Masekela (Tromba)

### Episodio 1
Dogs Have No Hell, diretto da Aki Kaurismäki
- Paese: Finlandia
- con: Markku Peltola, Kati Outinen e Marko Haavisto

Storia di un uomo appena uscito da una prigione finlandese che in dieci minuti deve ricostruirsi una vita. Prima di salire su un treno diretto in Siberia cercherà di convincere una donna a sposarlo.

### Episodio 2
Lifeline, diretto da Víctor Erice
- Paese: Spagna
- con: Ana Sofia Liaño e Playo Suarez

La pacifica vita di un villaggio spagnolo nel 1940 sul quale però incombono minacciose morte e violenza. 

### Episodio 3
Ten Thousand Years Older, diretto da Werner Herzog
- Paese: Germania

È Il racconto portante degli altri episodi, narra della tribù degli Uru Eu Au. Vissero nella foresta amazzonica brasiliana per diecimila anni, in uno stato men che primitivo. Non conoscevano neppure i metalli. Così questa tribù si presentò nel 1981 a una spedizione di inglesi e brasiliani. La tesi di Herzog è che bastarono dieci minuti di contatto coi "civili" per distruggere quei diecimila anni di civiltà. Gli indigeni non avevano nessuno degli anticorpi indispensabili alla (nostra) vita. Molti morirono di varicella. Tornato vent'anni dopo nella foresta, Herzog ha trovato quattro superstiti ormai ridotti a relitti umani. Il capotribù Tari stava per morire di tubercolosi.

### Episodio 4
Int. Trailer Night, diretto da Jim Jarmusch
- Paese: USA
- con: Chloë Sevigny

Jarmusch ci introduce in un intervallo di dieci minuti nella vita di una star, ambientato nella roulotte di Chloë Sevigny durante una pausa dal set di un film. I suoi dieci minuti di pausa vengono continuamente interrotti dal microfonista, dal costumista e da altri membri dello staff; infine la sua cena arriva in ritardo e lei non ha il tempo di mangiarla.

### Episodio 5
Twelve Miles To Trona, diretto da Wim Wenders
- Paesi: USA e Germania
- con: Charles Esten: Bill, e Amber Tamblyn: Kate

Wenders ci riporta (come ai suoi albori) in una macchina, in un allucinato viaggio con sullo sfondo la musica rock. Bill, su una strada che sembra senza fine nel deserto californiano, ha strani attacchi allucinogeni e cerca disperatamente un villaggio per farsi visitare. Si risveglierà in ospedale.

### Episodio 6
We Wuz Robbed, diretto da Spike Lee
- Paese: USA

Testimonianza sulle irregolarità riscontrate in Florida, nell'elezioni presidenziali americane vinte da George W. Bush nel 2000, al suo ultimo mandato.

### Episodio 7
100 Flowers Hidden Deep, diretto da Chen Kaige
- Paese: Cina
- con: Geng Le, Quiang Li e Jin Zhang

Kaige traccia una piccola e densa parabola sui cambiamenti in corso a Pechino. Un uomo di mezza età chiede aiuto ai traslocatori nel rimuovere le sue cose dalla vecchia casa che sarà demolita per far posto a nuovi grattacieli.

## Colonna sonora
- Marta Elena Elola, Agora non (ninna nanna in asturiano)
- Eels – Souljacker, Part I